# Testudinaria (animal)
Testudinaria es un género de arañas araneomorfas de la familia Araneidae. Se encuentra en  América.

## Lista de especies
Según The World Spider Catalog 12.0:
- Testudinaria bonaldoi Levi, 2005
- Testudinaria debsmithi Levi, 2005
- Testudinaria elegans Taczanowski, 1879
- Testudinaria geometrica Taczanowski, 1879
- Testudinaria gravatai Levi, 2005
- Testudinaria lemniscata (Simon, 1893)
- Testudinaria quadripunctata Taczanowski, 1879
- Testudinaria rosea (Mello-Leitão, 1945)
- Testudinaria unipunctata (Simon, 1893)